# قطعنامه ۷۰۶ شورای امنیت
قطعنامه  ۷۰۶ شورای امنیت سازمان ملل متحد که در تاریخ ۱۵ اوت ۱۹۹۱ تصویب شد، سندی بین‌المللی دربارهٔ عراق-کویت است. این قطعنامه طی نشست ۳۰۰۴ام با ۱۳ رای موافق، ۱ مخالف و ۱ ممتنع تصویب شد.